# Solkungens dans
Solkungens dans (Le Roi Danse, 2000) är en film av den belgiske regissören Gérard Corbiau.
Filmen är gjord efter barockmusikkännaren Philippe Beaussants levnadsteckning av Jean-Baptiste Lully, Lully ou le musicien du soleil (Éditions Gallimard, 1992) och skildrar relationerna mellan kung Ludvig XIV, Lully och Molière. Filmen skildrar framväxten av en intrikat hovkultur och kungens allt fastare grepp om makten. Dock får kungen med tiden allt mera åse Lullys verk än framträda som beundrad dansare.
Corbiau har bland annat även gjort filmen Farinelli om den store kastratsångaren på 1700-talet.